# Vrt užitaka
Vrt užitaka (engleski The Pleasure Garden) je nijema drama iz 1925., redateljski prvijenac Alfreda Hitchcocka snimljen u britansko-njemačkoj koprodukciji. Temelji se na istoimenom romanu kojeg je napisao Oliver Sandys, a radnja se odvija oko plesačica u jednom noćnom klubu. Film je snimljen u njemačkom studiju, na lokaciji u Italiji, a znakovit je po tome što je bio jedan od prvih filmova u kojima su slavne zvijezde unajmljene kako bi glumili u filmu u drugoj državi: u ovom slučaju, Virginia Valli je bila slavna američka glumica koja je unajmljena za britansku produkciju.

## Radnja
Mlada djevojka Jill stiže u London na poziv g. Hamiltona, vlasnika noćnog kluba "Vrt užitaka", ali prilikom dolaska biva pokradena. Patsy, plesačica u klubu, se sažali nad njom te ju primi kod sebe kako bi joj pronašla posao. Jill doista dobiva ulogu u showu. Njen zaručnik Hugh stiže sa stanovitim Levetom, koji se pak zbliži s Patsy. Kada Hugh odlazi na putovanje u Afriku, Jill pada na bogatog princa Ivana. Patsy i Levet se vjenčaju i odlaze na medeni mjesec.
Kada i Levet otiđe u Afriku, Patsy od njega dobije pismo da se tamo razbolio, te stoga moli Jill da joj posudi kartu. Jill pak odbija jer se želi udati za Ivana te nema novca za bacanje. Patsy ipak uspije posuditi novac i otići do željene lokacije, no kada otkrije da njen surprug živi s mjesnom ženom, odmah odlazi. Patsy otkriva da je Hugh bolestan, no kada ih pronađe Levet, optuži ga da ju pokušava zavesti. Hugh upozori svojeg šefa da je Levet opasan. Šef upuca i ubije Levet koji je pokušao ubiti Patsy. Hugh preko novina otkriva da se Jill želi udati za Ivana. Hugh i Patsy se stoga zajedno utješe i vrate u London.

## Glume
- Virginia Valli - Patsy Brand
- Carmelita Geraghty - Jill Cheyne
- Miles Mander - Levet
- John Stuart - Hugh Fielding
- Ferdinand Martini - Mr. Sidey
- Florence Helminger - Mrs. Sidey
- Georg H. Schnell - Oscar Hamilton

## Vanjske poveznice
- Vrt užitaka u internetskoj bazi filmova IMDb-a
- Vrt užitaka na Rotten Tomatoes
- Cijeli film online